# پیلانسبرگ
پیلانسبرگ (به لاتین: Pilanesberg) یک کوه در آفریقای جنوبی است که در شمال غربی (استان آفریقای جنوبی) واقع شده‌است. پیلانسبرگ ۱٬۶۸۷ متر بالاتر از سطح دریا واقع شده‌است.